# 吴文英 (词人)
吴文英（約1205年—約1260年），字君特，号梦窗，晚号觉翁，四明（今浙江宁波鄞州區一帶）人，南宋词人。其一生的词作数达340首，于有宋一代仅次于辛弃疾、苏轼以及刘辰翁，收录于梦窗甲、乙、丙、丁四稿之中。

## 生平
吴文英生卒年，无明确记载。吴文英本姓翁，与嘉定十年（1217年）进士翁逢龙、词人翁元龙为亲兄弟，因过继给吴姓，改姓吴。弟弟翁元龍，亦善作词。
吴文英科举不顺，一生未仕，终身游幕于达官显贵府上为门客。早年寓居于苏州，后入杭州，与当朝的达官贵人交接甚密，比如丞相吴潜、史弥远、史宅之等。其词多为恋情怀旧之作。当时由於他写词奉承贾似道，被当时的人所鄙视。晚年一度客居越州，先後為浙東安撫使吳潛及嗣榮王趙與芮門下客。咸淳元年（1265年）尚在世，後“困躓以死”。 

## 作品
吴文英曾自编词集《霜花腴》，今不存。目前梦窗词最早的版本是明代毛晋的《梦窗甲乙丙丁稿》。至清末朱祖谋参以明张廷璋抄本修订，前后凡四校，录于《彊村遗书》中。此外尚有郑文焯手批本，藏于元杭州大学（今属浙江大学）中文系、杜文澜本、王鹏运本以及无著庵本（彊村二校本）、彊村丛书本（彊村三校本）。
- 《八声甘州·灵岩陪庾幕诸公游》
- 《莺啼序·春晚感怀》

## 风格
周邦彥之後詞風開始吹起一股重視形式之風，史達祖、吳文英這一派的詞人承繼了形式至上的風格，開始創作堆砌的、華麗的詠物詞作。然而這樣的風格卻常不見容於中國的詞學審美標準，因此吳文英的詞作飽受被邊緣化之苦，而吳文英的名氣也一直大不起來。但吳文英的文藝創作是有其價值以及代表性的。
由于梦窗词文本极端的晦涩性，历来研究者多从其行文中推占词人意思。以夏承焘、楊鐵夫主张的“情事说”乃是梦窗词解读的主要说法之一，其基本论点为，吴文英的词作大部分与其生命中两位女性有关。
梦窗词笺校者吴蓓認為，词在南宋已经完成了“诗化”和“士大夫化”，这一进程的关键人物乃是姜夔。但词仍继承了自《花间集》以来的描绘男女闺情的传统。吴蓓认为，吴文英是第一个积极凭借这种传统，营造氛围，借以抒情的词人，并把他的手法称作“骚体造境法”。在这种手法下，吴本人即可能是词中的女性（如《解语花·立春风雨中饯处静》），而其中描写的闺情只是词题“饯别友人”的一个比喻罢了。
词学理论家蔡嵩云认为，梦窗词不尽是晦涩的，但因为其“含思高远，琢语幽邃”而让人却步。

## 评价
宋代詞家張炎評論他的詞時說：“詞要清空、不要質實。清空則古雅峭拔，質實則凝澀晦昧。姜白石詞如野雲孤飛，去留無跡；吳夢窗詞如七寶樓台，炫人眼目，拆碎下來，不成片段，此清空質實之說。”
吴文英的友人沈義甫在《乐府指迷》中评价文英说：“梦窗深得清真之妙，其失在用事下雨太晦处，人不可晓”
《四库提要》评价说：“天分不及周邦彦，而研练之功过之。词家之有吴文英，如诗家之有李商隐。”
清代詞評家王國維在《人間詞話》裡說：“夢窗之詞，余得其詞中一語以評之，曰：映夢窗，零亂碧。”